# Himopolynema malayanum
Himopolynema malayanum är en stekelart som beskrevs av Taguchi 1977. Himopolynema malayanum ingår i släktet Himopolynema och familjen dvärgsteklar. Inga underarter finns listade i Catalogue of Life.